# (31557) Holleybakich
(31557) Holleybakich est un astéroïde de la ceinture principale.

## Description
(31557) Holleybakich est un astéroïde de la ceinture principale. Il fut découvert le 13 mars 1999 à l'observatoire Goodricke-Pigott par Roy A. Tucker. Il présente une orbite caractérisée par un demi-grand axe de 2,78 UA, une excentricité de 0,15 et une inclinaison de 8,9° par rapport à l'écliptique.